# DB-Baureihe 628
La Baureihe 628 (série 628) est une série de 479 autorails à double caisse de la Deutsche Bahn. Les différentes sous-séries de l’autorail ont été construites entre 1974 et 1994. Sur beaucoup de lignes secondaires de la DB, ils ont remplacé les autorails légers Ürdingen (VT95/98). Les premières vagues de radiation ont débuté en 2005.
Engin emblématique des lignes secondaires ouest-allemandes durant le dernier tiers du XXe siècle, leur carrière se poursuit en Allemagne et dans d'autres pays, malgré la concurrence de séries plus récentes, introduites notamment dans le cadre des vagues de privatisation du trafic régional. Le gros du contingent (la série 628.4) est toutefois commandé et livré dans les années 1990 et assure donc toujours de nombreux services. Le rôle des 628 fût comparable aux EAD à la SNCF, les fameuses caravelles.

## Historique
La conception initiale de la série d'autorails 628 remonte au début des années 1970, alors que la Deutsche Bahn réfléchit au remplacement des frêles autobus sur rails Uerdingen. Le bureau d'étude de la direction centrale de Munich réfléchit avec le constructeur Duewag à de nouvelles motrices susceptibles de remplacer, non seulement ces matériels, mais également les automotrices à batteries de la série 515. Elles devaient aussi pouvoir rouler sur les lignes principales, ce qui impliquait une augmentation de la vitesse de pointe, un renfort du système de freinage, une résistance accrue en cas de tamponnement et davantage de confort (thermique et phonique) que dans leurs prédécesseurs, sans pour autant augmenter le coût d'exploitation.
En l'espace de deux ans (1974), les ateliers d'Uerdingen et de Maschinenbau Kiel proposent les prototypes à double caisse de la série 628(.0) ainsi qu'une variante monocaisse, immatriculée dans la série 627 et destinée aux lignes moins fréquentées. Ces machines, à l'essai, répondent aux exigences malgré un manque de puissance pour répondre aux besoins des lignes les plus accidentées.

## Équipements techniques
Elles sont initialement équipées d'attelages automatiques Scharfenberg (séries 628.0, 628.1 et 628.2) entre les deux voitures et sur les cabines de conduite. Mais le peu de circulations en unités multiples et le coût d'entretien de ces équipements incitent à abandonner ceux-ci pour les séries suivantes. Ils seront démontés sur les 628.2 ensuite.
La motorisation reprend des moteurs standard, utilisés à bord de bateaux ou de camions.
La transmission est hydraulique, avec des arbres à cardan vers les bogies.
L'ensemble de l'équipement de traction se trouve sous la caisse, qui présente donc un plancher relativement haut. certains autorails seront donc équipés de rampes pour en permettre l'accès aux chaises roulantes. Les "demi plateformes" côté intercirculation (porte d'un seul côté) sont utilisées pour accueillir des vélos et/ou des distributeurs de vélos.
Le contrôle de la chaine de traction est électromécanique sur les 628.0 et 628.1, et recourt à des automates programmables ensuite. Le freinage est pneumatique et assuré par un compresseur unique (sauf pour les engins reconstitués sur base de deux motrices qui en disposent chacune d'un).
Le chauffage est assuré par l'eau de refroidissement du moteur, avec un bruleur d'appoint pour les périodes de grand froid. Auquel cas ce dernier peut également servir à préchauffer les moteurs diesel. Sur les 628.2 et 628.4, le circuit de chauffage est partagé entre les deux caisses, alors que les autres sous-séries disposent de bruleurs pour chaque caisse.
La ventilation est passive (fenêtre avec l'aide de quelques ventilateurs de toit) sur les premières sous-séries, et active à partir du 628.2. Il n'y a pas de climatisation.
La série est conçue pour une exploitation à agent unique. Les cabines de conduite sont vitrées et une porte donne accès au compartiment. La sonorisation des compartiments est gérée depuis les postes de conduite. Un système d'annonces préenregistrées piloté par GPS a été installé sur certains engins ultérieurement.

## Variantes

### 628.0

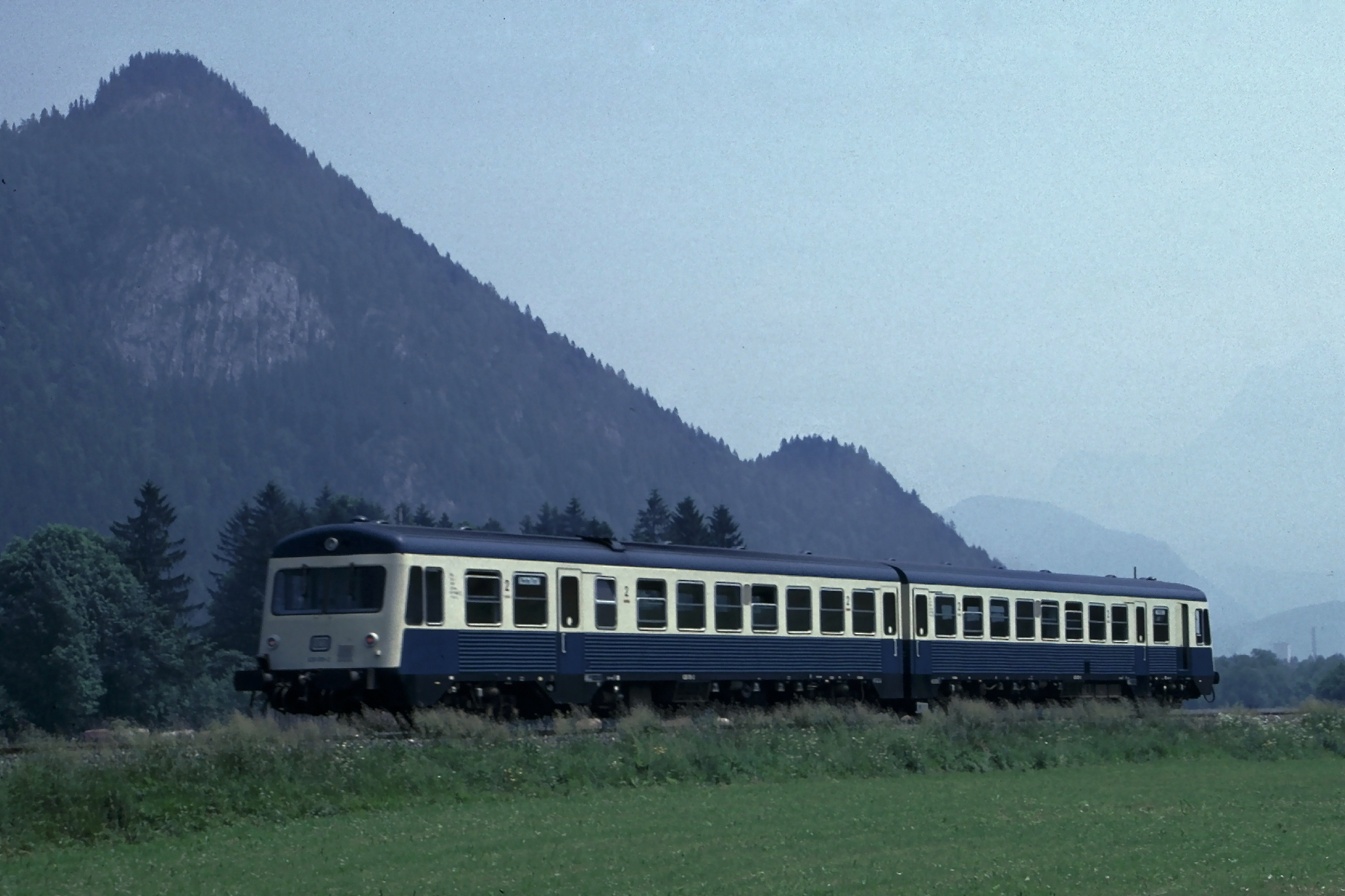
Un autorail 628.0 à Schönbichl

Les engins prototypes de 1974. Ils sont faciles à reconnaitre car - contrairement à ce qui sera retenu pour les engins des sous-séries suivantes - leurs pans latéraux sont nervurés et leurs faces frontales comportent une pente constante. Cette première sous-série était équipée de deux moteurs de 213 kW de puissance, fournis par MAN/Büssing.
Douze engins seulement sont produits en 1974, en raison de la réduction généralisée de l'offre ferroviaire de la fin des années 1970. Ils ont surtout circulé dans l'Allgäu, à l'extrême sud de l'Allemagne. Ils seront retirés du service entre 2003 et 2005. Certains exemplaires sont partis en Pologne (Chemins de fer de Masovie).
Les deux caisses de ces automoteurs portent chacune un matricule (initialement successifs) allant de 628.001 à 628.024, ce qui ne sera pas le cas pour les séries suivantes dont les voitures pilotes sont classées dans la série 928, portant le même suffixe que leur motrice.

### 628.1

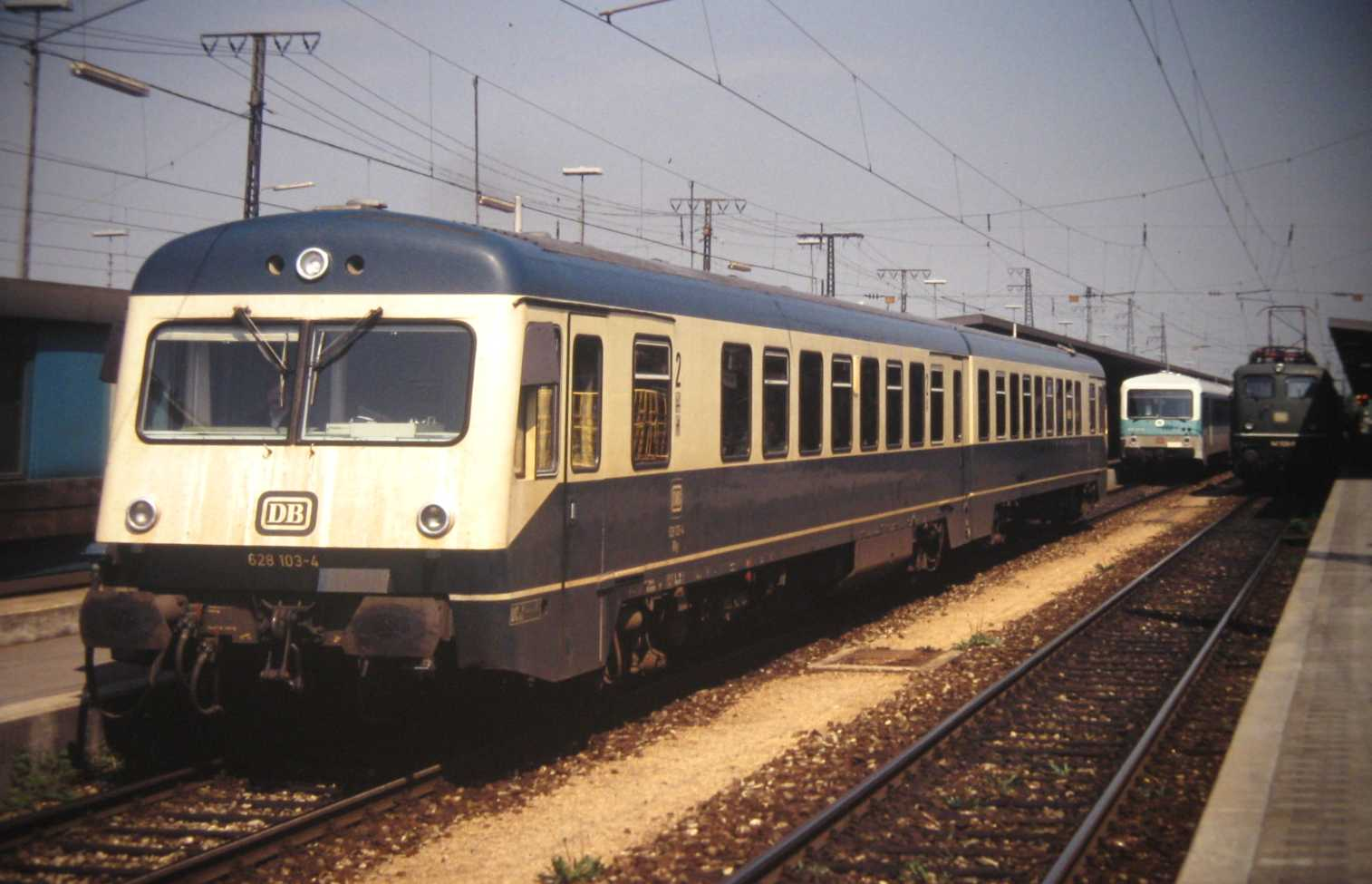
Un autorail 628.1 à Augsbourg en 1989

En 1981, le programme est relancé avec la fabrication de trois engins bicaisse et cinq engins monocaisse pour cette sous-série. La principale différence se trouve au niveau de la motorisation, avec un seul moteur de 357 kW.
Les parois sont donc lisses, et un pli longitudinal apparait sur les faces d'about, au dessus des tampons. L'une des portes proches de l'intercirculation est supprimée sur chaque caisse. Les engins ont été retirés du service en 2008.

### 628.2

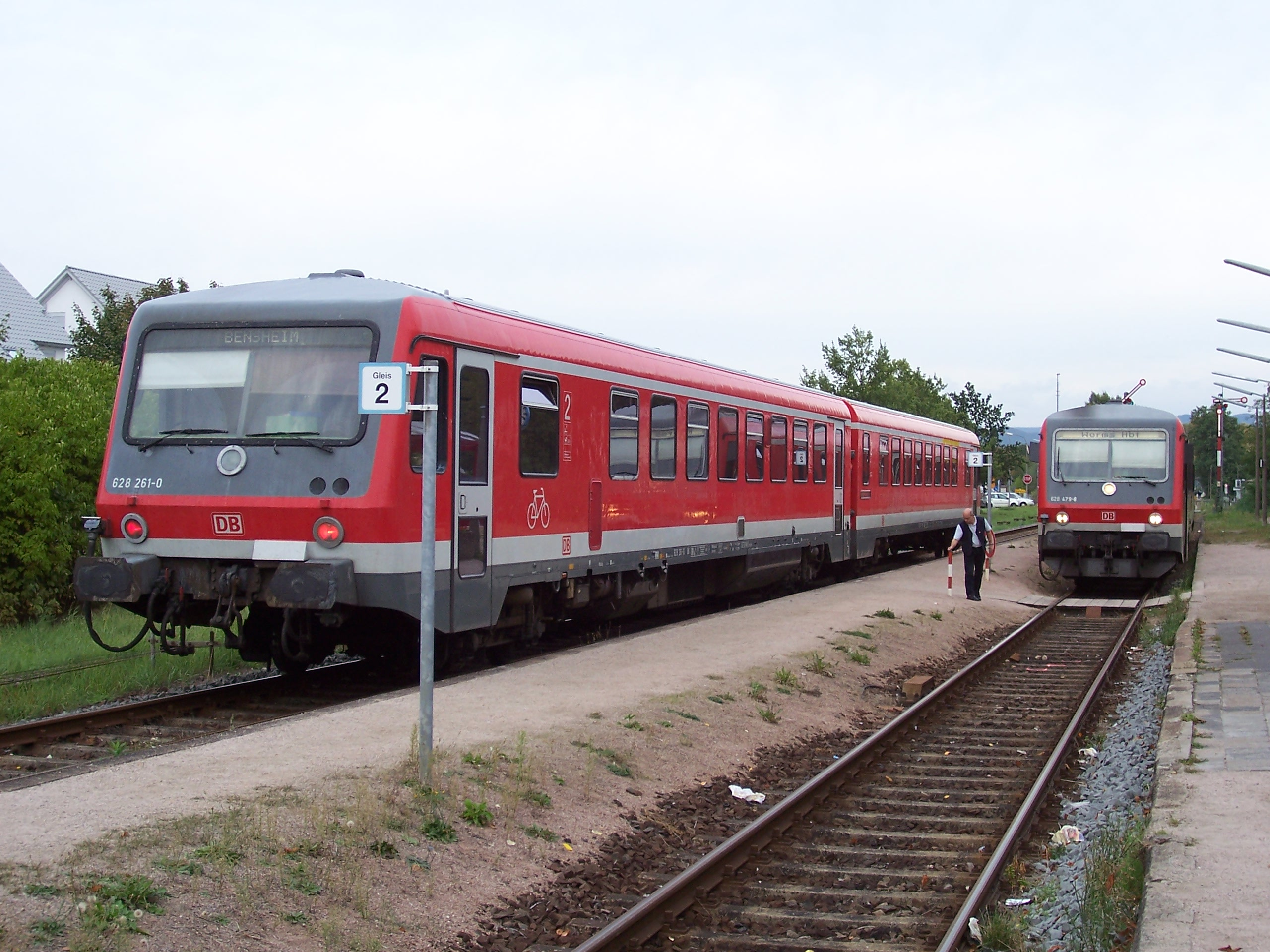
Un autorail 628.2 en livrée rouge à Lorsch en 2005

Cette sous-série est la première "grosse commande" pour ces engins (150 exemplaires bi-caisse) qui découle de la sous-série précédente, qui lui sert de prototype. Cette importante commande est à mettre en lien avec la reprise de l'organisation des transports régionaux par les länder qui participent au financement des engins et à la promotion de ces services. Elle est livrée entre 1987 et 1989. Les faces d'about sont à nouveau modifiée légèrement, avec le pli disposé maintenant au dessus des phares et une inclinaison plus marquée du pare-brise, agrandi afin d'accueillir en partie supérieure un indicateur de destination, ce qui renvoie le troisième phare sous le pare brise. le moteur est également plus puissant, délivrant 410 kW fourni par Mercedes-Benz.
La privatisation de certains services a donné lieu à des abandons prématurés, assortis de reventes à partir de 2008 et de retraits de service à partir de 2015.
Il n'y a pas de sous-série 628.3 à proprement parler car la numérotation des 150 engins de type 628.2 courre jusqu'au matricule 628.350

### 628.4

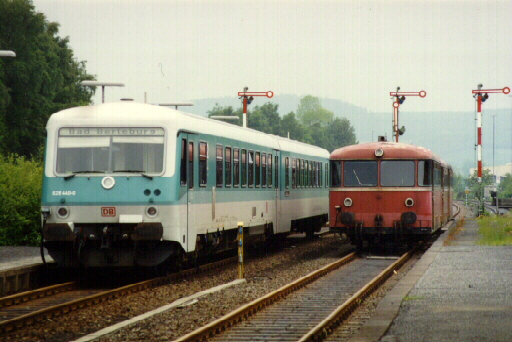
Un autorail 628.4 en livrée "pop" à Erndtebrück en 1995

Cette quatrième sous-série voit le jour 20 ans après le premier prototype. Le contingent de 309 unités est livré entre 1992 et 1996 (dont deux sont acquis par les CFL pour le trafic d'interpénétration entre Luxembourg et Trèves et une série d'autres à diverses compagnies privées régionales). Leur caisse est allongée de 50cm afin d'élargir les portes d'accès côté intercirculation. Le moteur atteint désormais une puissance de 485 kW.

### 628.9
Il s'agit d'une variante du 628.4 composée de deux caisses motrices au lien d'une caisse motrice et d'une voiture pilote démotorisée. Le surplus de puissance ainsi obtenu leur permettait de desservir des lignes particulièrement accidentées. Outre les 5 engins initialement livrés en 1994, d'autres engins seront constitué par accouplement de deux caisses motrices des sous-séries 628.2 et 628.4.

## Engins dérivés

### DH1 & DH2 (NS - Chemins de fer néerlandais)
Duewag a fourni dans les années 1980 une série de 19 autorails monocaisse et 31 engins bicaisse DH1 & DH2.
Lors de leur retrait du service en 2005, ils ont été revendus aux PKP (Pologne), aux CFR (Roumanie) et principalement en Argentine

## Utilisation à l'étranger
Arriva, l'opérateur privé de chemin de fer racheté en 2010 par la Deutsche Bundesbahn a utilisé une série d'engins de la série pour opérer des concessions en Pologne et en Tchéquie

### Pologne
6 unités opèrent en Poméranie pour Arriva. Un autre engin fut utilisé par l'opérateur Koleje Mazowieckie en Masovie.

### République Tchèque
Arriva Vlaky exploite de nombreuses lignes et à acquis auprès de sa maison mère 43 autorails en 2012, immatriculés dans la série 845. Ils furent rénovés à partir de 2018 et équipés des systèmes de sécurité requis pour circuler sur le réseau Tchèque.
RegioJet a également utilisé quelques autorails entre 2019 et 2023 avec pénétration en Slovaquie. C'est également le cas de la société GW Train Regio qui a acquis quelques engins.

### Roumanie et Canada
Quelques engins ont été acquis pour être testés dans ces deux pays (par les Chemins de fer roumains en 1995 et par le Train de Charlevoix en 2008 - deux des trois autorails de la sous-série 628.1 - pour son exploitation touristique).